# Lijst van studentenverenigingen van het Cartellverband
Deze studentenverenigingen zijn allen lid van het Cartellverband der katholischen deutschen Studentenverbindungen of van het Cartellverband der katholischen österreichischen Studentenverbindungen en worden per stad opgesomd in chronologische volgorde van lidmaatschap.

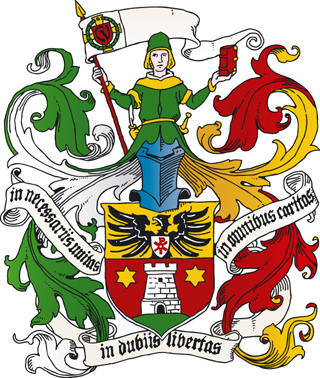
Wapen van het Cartellverband der katholischen deutschen Studentenverbindungen

Aken, 
Arne,
Augsburg, 
Baden bei Wien,
Bamberg, 
Bayreuth, 
Berlijn, 
Bielefeld, 
Bochum, 
Bolzano
Bonn, 
Bratislava, 
Braunschweig, 
Clausthal-Zellerfeld, 
Darmstadt, 
Dortmund, 
Dresden, 
Duisburg, 
Düsseldorf, 
Eichstätt, 
Eisenstadt
Erlangen, 
Essen, 
Frankfurt am Main, 
Freiburg im Breisgau, 
Freising, 
Fribourg, 
Fulda, 
Gießen, 
Gliwice, 
Göttingen, 
Graz,
Greifswald, 
Halle, 
Hamburg, 
Hannover, 
Heidelberg, 
Ingolstadt, 
Innsbruck,
Jena,
Kaiserslautern, 
Karlsruhe, 
Kiel, 
Klagenfurt,
Koblenz, 
Keulen, 
Konstanz, 
Landau in der Pfalz, 
Leipzig, 
Leoben
Leuven, 
Linz,
Maagdenburg, 
Mainz, 
Mannheim, 
Marburg, 
München, 
Münster, 
Neurenberg, 
Osnabrück, 
Paderborn, 
Passau, 
Pécs,
Regensburg, 
Rome, 
Saarbrücken, 
Salzburg,
Sankt-Pölten,
Straatsburg, 
Stuttgart, 
Tokio, 
Trier, 
Tübingen, 
Ulm, 
Weingarten, 
Wenen,
Wiener Neustadt,
Wuppertal, 
Würzburg

## Aken(Duitsland)
- K.D.St.V. Franconia Aachen (FcA) 1898
- K.D.St.V. Baltia (Danzig) Aachen (Bl) 1904
- K.D.St.V. Makaria (Berlin) Aachen (Mk) 1907
- K.D.St.V. Marchia (Breslau) Aachen (Mch) 1910
- K.D.St.V. Kaiserpfalz Aachen (Ks) 1920
- K.D.St.V. Bergland (Freiberg) Aachen (Ber) 1921
- K.D.St.V. Ripuaria Aachen (RAa) 1912

## Arne (Syrië)
- K.Ö.St.V. Golania Arne (bevriend met ÖCV)

## Augsburg(Duitsland)
- K.D.St.V. Algovia Augsburg (AlgA)

## Baden bei Wien(Oostenrijk)
- K.Ö.St.V. Veritas Baden

## Bamberg(Duitsland)
- K.D.St.V. Fredericia Bamberg (Fre)

## Bayreuth(Duitsland)
- K.D.St.V. Langobardia (München) Bayreuth (Lb)

## Berlijn(Duitsland)
- K.A.V. Suevia Berlin (Sv)
- K.D.St.V. Borusso-Saxonia Berlin (B-S)
- K.D.St.V. Bavaria Berlin (BvBl)

## Bielefeld(Duitsland)
- A.V. Sparrenberg Bielefeld (Sp)

## Bochum(Duitsland)
- K.D.St.V. Saxo-Thuringia (Dresden, Aachen) Bochum (S-T)
- A.V. Silesia (Halle, Bonn) Bochum (Si) 1881

## Bolzano(Italië)
- A.V. Meinhardia Bozen (M-B)

## Bonn(Duitsland)
- K.D.St.V. Bavaria Bonn (BvBo) 1844
- K.D.St.V. Alania Bonn (AlBo) 1870
- K.D.St.V. Ascania Bonn (Asc) 1894
- K.D.St.V. Novesia Bonn (Nv) 1863
- A.V. Tuisconia (Königsberg) Bonn (TsK) 1897
- K.D.St.V. Borusso-Westfalia Bonn (B-W) 1927
- K.D.St.V. Ripuaria Bonn (RBo) 1863
- K.D.St.V. Staufia Bonn (St) 1905

## Bratislava(Slowakije)
- S.K.A.S. Istropolitan Bratislava (bevriend met ÖCV)

## Braunschweig(Duitsland)
- K.D.St.V. Niedersachsen Braunschweig (Nds) 1920

## Clausthal-Zellerfeld (Duitsland)
- A.V. Glückauf-Salia Clausthal-Zellerfeld (GIC) 1920

## Darmstadt(Duitsland)
- K.D.St.V. Nassovia Darmstadt (Na) 1896
- K.D.St.V. Rheinpfalz Darmstadt (Rpf) 1921
- K.D.St.V. Nibelungia (Brünn) Darmstadt (NbB) 1899

## Dortmund(Duitsland)
- K.D.St.V. Angrivaria (Sarstedt, Hannover) Dortmund (Ang) 1950

## Dresden(Duitsland)
- K.D.St.V. Chursachsen Dresden (Cs)

## Duisburg(Duitsland)
- K.D.St.V. Elbmark (Tetschen-Liebwerd) (Elb)

## Düsseldorf(Duitsland)
- K.D.St.V. Burgundia (Leipzig) Düsseldorf (BuL)

## Eichstätt(Duitsland)
- K.D.St.V. Alcimonia Eichstätt (Alm)

## Eisenstadt(Oostenrijk)
- A.V. Austro-Ferrea Eisenstadt

## Erlangen(Duitsland)
- K.D.St.V. Gothia Erlangen (GEI) 1895
- K.D.St.V. Frankonia (Czernowitz) Erlangen (FcC)

## Essen(Duitsland)
- K.D.St.V. Nordmark (Rostock, Karlsruhe) Essen (NdM)

## Frankfurt am Main(Duitsland)
- K.D.St.V. Hasso-Nassovia Frankfurt am Main (H-Na)
- K.D.St.V. Badenia (Straßburg) Frankfurt am Main (Bd)
- K.D.St.V. Greiffenstein (Breslau) Frankfurt am Main (Gf)
- K.D.St.V. Moeno-Franconia Frankfurt am Main (M-F)

## Freiburg im Breisgau(Duitsland)
- K.D.St.V. Hercynia Freiburg im Breisgau (Hr) 1873
- K.D.St.V. Ripuaria Freiburg im Breisgau (RFb) 1899
- K.D.St.V. Hohenstaufen Freiburg im Breisgau (Ho) 1905
- K.D.St.V. Arminia Freiburg im Breisgau (ArF) 1874
- K.D.St.V. Falkenstein Freiburg im Breisgau (Fl) 1913
- K.D.St.V. Wildenstein Freiburg im Breisgau (Wld) 1924
- K.D.St.V. Landeck Freiburg im Breisgau (La) 1929 (gefusioneerd met K.D.St.V. Hercynia Freiburg im Breisgau)

## Freising(Duitsland)
- K.D.St.V. Agilolfia Freising (Alf)

## Fribourg(Zwitserland)
- K.D.St.V. Teutonia Freiburg im Uechtland (Tt)

## Fulda(Duitsland)
- K.D.St.V. Adolphiana Fulda (Ad)

## Gießen(Duitsland)
- V.K.D.St. Hasso-Rhenania Gießen (H-RG)

## Gliwice(Polen)
- A.V. Salia-Silesia Gleiwitz (S-Ss) 1992

## Göttingen(Duitsland)
- A.V. Palatia Göttingen (PG) 1883
- F.A.V. Rheno-Guestfalia (Hann. Münden) Göttingen (R-GM) 1927
- K.D.St.V. Sugambria (Jena) Göttingen (Sb) 1902

## Graz(Oostenrijk)
- K.Ö.H.V. Carolina Graz
- K.Ö.St.V. Traungau Graz
- K.Ö.St.V. Babenberg Graz
- K.Ö.A.V. Albertina Graz

## Greifswald(Duitsland)
- K.D.St.V. Alemannia Greifswald und Münster (Ale)

## Halle(Duitsland)
- K.D.St.V. Rheno-Saxonia (Köthen) Halle (R-S)

## Hamburg(Duitsland)
- K.D.St.V. Wiking Hambrug (Wk) 1919

## Hannover(Duitsland)
- K.D.St.V. Teuto-Rhenania Hannover (T-R)
- A.V. Frisia Hannover (Fs)
- K.D.St.V. Saxo-Silesia Hannover (S-S)

## Heidelberg(Duitsland)
- K.D.St.V. Arminia Heidelberg (ArH)
- K.D.St.V. Ferdinandea (Prag) Heidelberg (Fd)

## Ingolstadt(Duitsland)
- K.D.St.V. Aureo-Danubia Ingolstadt (Au-D) 2005

## Innsbruck(Oostenrijk)
- A.V. Austria Innsbruck (AIn)
- K.Ö.H.V. Leopoldina Innsbruck (Le)
- A.V. Raeto-Bavaria Innsbruck (R-B)
- K.A.V. Rheno-Danubia Innsbruck (R-D)
- A.V. Vindelicia Innsbruck (Vi)
- K.Ö.H.V. Alpinia Innsbruck (AlIn)
- A.V. Claudiana Innsbruck (bevriend met ÖCV)

## Jena(Duitsland)
- K.D.St.V. Saarland (Saarbrücken) Jena (Sld) 1961

## Kaiserslautern(Duitsland)
- KDStV Merowingia Kaiserslautern (Mw)

## Karlsruhe(Duitsland)
- K.D.St.V. Normannia Karlsruhe (Nm) 1890
- K.D.St.V. Schwarzwald Karlsruhe (Sch) 1921

## Kiel(Duitsland)
- A.V. Rheno-Guestfalia Kiel (R-GK)

## Klagenfurt(Oostenrijk)
- K.Ö.A.V. Carinthia Klagenfurt

## Koblenz(Duitsland)
- K.D.St.V. Nordgau (Prag, Stuttgart) Koblenz (NdP)

## Keulen(Duitsland)
- A.V. Rheinstein Köln (Rst)
- K.D.St.V. Asgard (Düsseldorf) Köln (Asg) 1919
- K.D.St.V. Grotenburg (Detmold) Köln (Gbg)
- K.D.St.V. Rappoltstein (Straßburg) Köln (Rap)
- K.D.St.V. Rheinland Köln (Rl)
- A.V. Hansea (Berlin) Köln (Hs)
- K.D.St.V. Rheno-Baltia Köln (R-Bl)
- K.D.St.V. Rheno-Bavaria Köln 1952 (gefusioneerd met K.D.St.V. Asgard (Düsseldorf) Köln)

## Konstanz(Duitsland)
- K.D.St.V. Bodensee Konstanz (Bs)

## Landau in der Pfalz(Duitsland)
- K.D.St.V. Vasgovia Landau (Vg)

## Leipzig(Duitsland)
- K.D.St.V. Germania Leipzig (GrL)

## Leoben(Oostenrijk)
- K.Ö.St.V. Glückauf Leoben
- K.Ö.St.V. Kristall Leoben

## Leuven(België)
- K.A.V. Lovania Leuven (Lov) 1896 (bevriend met CV)

## Linz(Oostenrijk)
- K.A.V. Austro-Danubia Linz
- K.Ö.St.V. Severina Linz

## Maagdenburg(Duitsland)
- K.D.St.V. Norbertina (Nor) 1994

## Mainz(Duitsland)
- CV-V Rheno-Palatia (Breslau) Mainz (R-P)
- K.D.St.V. Rhenania-Moguntia Mainz (R-M)
- V.K.D.St. Hasso-Rhenania Mainz (H-RM)

## Mannheim(Duitsland)
- K.D.St.V. Churpfalz Mannheim (Cpf)

## Marburg(Duitsland)
- K.D.St.V. Palatia Marburg (PM)
- V.K.D.St. Rhenania Marburg (Rh)

## München(Duitsland)
- K.D.St.V. Aenania München (Ae) 1856
- K.D.St.V. Vindelicia München (Vc)
- K.D.St.V. Radaspona (Regensburg) München (Rad)
- K.D.St.V. Burgundia München (BuM)
- K.D.St.V. Rheno-Franconia München (R-F)
- K.D.St.V. Vandalia (Prag) München (Va)
- K.D.St.V. Moenania München (Moe)
- K.D.St.V. Trifels München (Tfs)
- K.D.St.V. Tuiskonia München (TsM) 1900

## Münster(Duitsland)
- K.D.St.V. Winfridia (Breslau) Münster (Wf!) 1856
- V.K.D.St. Saxonia Münster (Sx)
- A.V. Zollern (Z) 1901
- K.D.St.V. Alemannia Greifswald und Münster (Ale)
- A.V. Alsatia Münster (Als)
- A.V. Cheruscia Münster (ChM)
- K.D.St.V. Sauerlandia Münster (Sd)

## Neurenberg(Duitsland)
- K.D.St.V. Ostmark Nürnberg (Ost)

## Osnabrück(Duitsland)
- A.V. Widukind Osnabrück (Wd)

## Paderborn(Duitsland)
- K.D.St.V. Guestfalo-Silesia Paderborn (G-S)

## Passau(Duitsland)
- K.D.St.V. Oeno-Danubia Passau (Oe-D)

## Pécs(Hongarije)
- K.D.St.V. Suevia-Danubia Fünfkirchen (Sv-D) 1991 (vrij lid van CV)

## Regensburg(Duitsland)
- K.D.St.V. Rupertia Regensburg (Rup)

## Rome(Italië)
- K.A.V. Capitolina Rom (Cp)

## Saarbrücken(Duitsland)
- K.D.St.V. Carolus Magnus (CM) 1953

## Salzburg(Oostenrijk)
- K.Ö.H.V. Rheno-Juvavia Salzburg 1932
- K.Ö.H.V. Rupertina Salzburg 1962
- K.SH.V. Lodronia Salzburg 1927

## Sankt Pölten(Oostenrijk)
- K.Ö.A.V. Floriana Sankt-Pölten 1978

## Straatsburg(Frankrijk)
- E.St.V. Robert Schuman Argentorata (RSA) 1992 (bevriend met CV en ÖCV)

## Stuttgart(Duitsland)
- A.V. Alania Stuttgart (AlSt) 1870
- K.D.St.V. Carolingia Stuttgart (Cg) 1910

## Tokio(Japan)
- A.V. Edo-Rhenania (E-Rh) 1963 (bevriend met CV en ÖCV)

## Trier(Duitsland)
- K.D.St.V. Churtrier Trier (Ctr) 1960

## Tübingen(Duitsland)
- A.V. Guestfalia Tübingen (Gu) 1859
- A.V. Cheruskia Tübingen (ChT) 1911

## Ulm(Duitsland)
- A.V. Suebo-Danubia Ulm (Sb-D) 1973

## Weingarten(Duitsland)
- K.D.St.V. Welfia Weingarten (WIW) 1963

## Wenen(Oostenrijk)
- K.A.V. Norica Wien 1883
- K.Ö.St.V. Austria Wien 1876
- K.Ö.St.V. Rudolfina Wien 1898
- K.Ö.H.V. Nordgau Wien 1900
- K.Ö.St.V. Kürnberg Wien 1900
- K.A.V. Saxo-Bavaria (Prag) Wien 1907
- K.Ö.St.V. Nibelungia Wien 1908
- K.Ö.H.V. Rugia Wien 1908
- K.A.V. Marco-Danubia Wien 1908
- K.Ö.St.V. Aargau Wien 1908
- K.Ö.H.V. Franco-Bavaria Wien 1908
- K.Ö.H.V. Amelungia Wien 1907
- K.H.V. Babenberg Wien Wien 1910
- K.H.V. Welfia Klosterneuburg 1910
- K.Ö.H.V. Alpenland Wien 1921
- K.A.V. Bajuvaria Wien 1920
- K.A.V. Danubia Wien 1907
- Ö.K.A.V. Rhaeto-Danubia Wien 1930
- K.Ö.H.V. Pannonia Wien 1932
- K.Ö.H.V. Mercuria Wien 1947
- K.Ö.H.V. Sängerschaft Waltharia Wien 1928
- K.A.V. Austro-Peisonia Wien 1925
- A.V. Austria-Sagitta Wien (bevriend met ÖCV) 1975

## Wiener Neustadt(Oostenrijk)
- K.Ö.H.V. Neostadia Wiener Neustadt 1950
- Ö.K.A.V. Theresiana Wiener Neustadt 1960

## Wuppertal(Duitsland)
- K.D.St.V. Bergisch-Thuringia Wuppertal (B-Th) 1979

## Würzburg(Duitsland)
- K.D.St.V. Markomannia Würzburg (Mm) 1871
- K.D.St.V. Thuringia Würzburg (Th) 1902
- K.D.St.V. Gothia Würzbrug (GW) 1895
- K.D.St.V. Franco-Raetia Würzburg (F-Rt) 1905
- K.D.St.V. Cheruscia Würzburg (ChW) 1893
- K.D.St.V. Guelfia Würzburg (Gu-W) 1927